# جانگ یی سو
جانگ یی سو (کره‌ای: 장의수؛ زادهٔ ۲۲ ژانویه ۱۹۹۰) بازیگر و مدل اهل کره جنوبی است. او به خاطر ایفای نقش در Where Your Eyes Linger به شهرت رسید. از آثار دیگری که در آنها ایفای نقش کرده‌است می‌توان به شخصیت یک مرد محترم و زیبایی درون اشاره کرد.